# Movimiento Independentista Nacional Hostosiano
El Movimiento Independentista Nacional Hostosiano (MINH) es una organización política de izquierda en Puerto Rico. Su líder es Julio Muriente.

## Historia
El MINH fue formado el 6 de mayo de 2004, tras la fusión del Congreso Nacional Hostosiano (CNH) y el Nuevo Movimiento Independentista Puertorriqueño (NMIP). Los dos grupos que formaron el MINH eran los sucesores organizativos del antiguo Partido Socialista Puertorriqueño (PSP). El nombre e ideología de la organización se basan en Eugenio María de Hostos, prócer puertorriqueño. El órgano oficial del MINH es la "Red Betances" y el periódico El Hostosiano.
El MINH busca operar en la sociedad civil como organización comunitaria, campañas de educación, el anticolonialismo y promoción de ideales en Puerto Rico.
Asimismo, el MINH es miembro observador del Movimiento de Países No Alineados.

## Ideología
El MINH, como organización, posee miembros que pueden votar en las elecciones puertorriqueñas. Existen controversias dentro del movimiento independentista porque el MINH. Estas controversias han impactado al movimiento independentista puertorriqueño. Además del MINH, otras organizaciones independentistas son el Partido Independentista Puertorriqueño (PIP), el Partido Nacionalista de Puerto Rico (PNPR), el Frente Socialista, el Partido Comunista de Puerto Rico y el Movimiento Socialista de los Trabajadores.

## Programa
El MINH ha reclamado una legislatura unicameral para Puerto Rico, una Asamblea Constituyente sobre el estatus político de la isla, y un papel de Puerto Rico en el escenario internacional, especialmente en Naciones Unidas. Desde 2004, el MINH se ha desempeñado a sí mismo a nivel municipal, regional y nacional con "estructuras de base" y "organizaciones especializadas". El Comité Nacional del MINH, su sede central, está ubicada en San Juan, capital puertorriqueña. Otras ciudades de la isla como Ponce, Mayagüez, Arecibo, Caguas, Toa Baja o Carolina también tienen Comités Municipales o "Estructuras de Base", así como otros municipios más pequeños de la isla.
El MINH también cuenta con varias "Misiones de Puerto Rico", de las cuales la más importante se encuentra en La Habana (Cuba). Se planean establecer más de estas misiones en toda América Latina, principalmente en México y Venezuela.